# Кох, Карл Вильгельм Отто
Карл Вильгельм Отто Кох (нем. Carl Wilhelm Otto Koch, 1810—1876), обычно Отто Кох — германский юрист и национал-либеральный политик из Саксонии, бургомистр Лейпцига с 1849 по 1876 годы.
Отто Кох был сыном главного городского лесничего и в 1823—1829 годах посещал престижную лейпцигскую школу св. Николая. В 1829—1832 годах он изучал юриспруденцию в Лейпцигском университете, по окончании которого ему удалось получить место актуария в городском финансовом ведомстве и в 1833 году — аккредитацию нотариуса. С 1836 года Кох занимал место асессора при Главном налоговом управлении Лейпцига, и в 1841 году открыл в центре города собственную адвокатскую контору.
В 1844—1847 годах Отто Кох был депутатом лейпцигского городского собрания, входя в состав комитета по делам церкви, школьного образования и социального обеспечения, а также совета экономики и юридической службы. В мае 1848 года он был выбран депутатом Франкфуртского национального собрания, примкнув к вюртембергской и аугсбургской фракциям. Параллельно в 1848—1849 годах Кох исполнял обязанности лейпцигского вице-бургомистра, и был впоследствии 30 июня 1849 года назначен бургомистром Лейпцига, оставаясь на этой должности вплоть до своей смерти в 1876 году. Помимо прочего, в 1849—1850 годах он был депутатом нижней палаты саксонского ландтага, и с 1850 года — в силу своей должности бургомистра Лейпцига — депутатом верхней палаты ландтага.
Занимая должность лейпцигского градоначальника, Отто Кох активно способствовал модернизации коммунального хозяйства и архитектурного облика города, и, в целом, превращения Лейпцига в один из важнейших городов Германии. В частности, к 1858 году Лейпцигу удалось полностью погасить свои финансовые обязательства, что позволило освободить средства для реализации ряда крупных коммунальных проектов. В «эру Коха» крупнейшая площадь города Аугустусплац превратилась в главную визитную карточку Лейпцига, будучи украшена знаковыми сооружениями Городского музея и Нового театра, причём для последнего усилиями Отто Коха удалось привлечь знаменитого архитектора Карла Фердинанда Лангханса. Невдалеке, на улице нем. Goethestraße был построен Георген-холл (нем. Georgenhalle) в классицистическом стиле, где с 1870 года размещался нем. Bundesoberhandelsgericht — верховный суд Северогерманского союза и впоследствии — Имперский суд. Кроме того, началась планомерная застройка Южного предместья, а также были возведены новые здания для Госпиталя св. Иакова (в настоящее время — Университетская клиника) и школы св. Николая. Под руководством садового директора Отто Виттенберга были разбиты современный парк Шиллера на южной границе исторического города и парк Иоганны.
Скончавшийся 14 августа 1876 года в соседней общине Конневиц (нем. Connewitz), Отто Кох был похоронен на Новом кладбище св. Иоанна; после закрытия последнего в 1970-х годах надгробный памятник бургомистру Коху был перенесён в лапидарий на территории Старого кладбища св. Иоанна.

## Награды
В 1859 году Отто Кох был удостоен мантии почётного доктора Лейпцигского университета.
В 1873 году, по случаю 25-летия вступления в должность бургомистра, Отто Кох получил титул почётного гражданина Лейпцига. Также в его честь была названа улица в общине Конневиц, где он, как и многие другие состоятельные горожане, обладал загородным поместьем; три года спустя — уже после смерти бургомистра — улица Коха путём переименования Конневицкого шоссе была продлена на территорию Лейпцига.
С 1899 года о бургомистре Отто Кохе напоминает открытый Отто Георги памятник работы Карла Зефнера в так называемом парке Петера-Йозефа Ленне (также парк Шиллера), невдалеке от бастиона Морица.